# Zinnia anomala
Zinnia anomala là một loài thực vật có hoa trong họ Cúc. Loài này được Asa Gray mô tả khoa học đầu tiên năm 1852.

## Phân bố
Loài này là bản địa tây nam Hoa Kỳ (bang Texas) và đông bắc Mexico.